# John Light
John Light (Birmingham, 30 september 1973) is een Brits acteur.

## Biografie
Light leerde het acteren aan de National Youth Theatre in Londen. Hij begon in 1994 met acteren in de televisieserie Soldier Soldier, waarna hij nog meerdere rollen speelde in televisieseries en films. 
Hij was van 2007 tot en met 2010 getrouwd met actrice Neve Campbell, en was toen zwager van acteur Christian Campbell. 

## Filmografie

### Films
Uitgezonderd korte films.
- 2021 There's Always Hope - als Luke
- 2014 Shakespeare's Globe: A Midsummer Night's Dream - als Oberon / Theseus
- 2012 Hamilton: Men inte om det gäller din dotter - als Jason Fox
- 2011 Albert Nobbs - als mr. Smythe-Willard
- 2007 Partition - als Walter Hankins
- 2006 Scoop - als pokerspeler
- 2006 Dresden - als Robert Newman
- 2005 The Prophecy: Forsaken - als John Reigart
- 2005 The Prophecy: Uprising - als John Reigart
- 2005 Heights - als Peter
- 2003 The Lion in Winter - als Geoffrey
- 2003 Dracula II: Ascension - als Eric
- 2003 Il papa buono - als jonge Mattia Carcano
- 2003 Lloyd & Hill - als Colin Cochrane
- 2003 Benedict Arnold: A Question of Honor - als John Andre
- 2002 Purpose - als John Elias
- 2001 Trance - als Tony Deighton
- 2001 Investigating Sex - als Peter
- 2001 Love in a Cold Climate - als Christian
- 2000 Five Seconds to Spare - als Paisley
- 1999 Mary, Mother of Jesus - als aartsengel Gebriël
- 1998 A Rather English Marriage - als jonge Reggie
- 1998 The Unknown Soldier - als majoor Wethersby

### Televisieseries
Uitgezonderd eenmalige gastrollen.
- 2013-2024 Father Brown - als Hercule Flambeau - 12 afl.
- 2016 Mars - als Paul Richardson - 2 afl.
- 2014 Atlantis - als Diagoras - 2 afl.
- 2014 Lewis - als Felix Garwood - 2 afl.
- 2013 WPC 56 - als hoofdinspecteur Roger Nelson - 5 afl.
- 2012 Holby City - als Max Schneider - 7 afl.
- 2011 DCI Banks - als Mark Keane - 2 afl.
- 2009 Four Seasons - als Simon Maxwell - 2 afl.
- 2004 North & South - als Henry Lennox - 3 afl.
- 2003 Cambridge Spies - als James Angleton - 2 afl.
- 2002 Dalziel and Pascoe - als 'Hat' Bowler - 2 afl.
- 1999 Aristocrats - als lord Edward Fitzgerald - 2 afl.
- 1998 The Jump - als Mario Brunos - 4 afl.
- 1997 Holding On - als Kurt - 3 afl.
- 1996 Cold Lazarus - als student Daniel - 2 afl.

- Bibliothèque nationale de France: cb145630832 (data)
- Gemeinsame Normdatei: 131981498
- International Standard Name Identifier: 0000 0001 1439 3827
- Library of Congress Control Number: no2005003001
- Nationale Bibliotheek van Israël: 987007350493805171
- SNAC: w6ff724m
- Virtual International Authority File: 21866986
- WorldCat: E39PBJfx8kJCFDrqjG4k3c9qwC